# Gyrinulopsis
Gyrinulopsis is een geslacht van kevers uit de familie schrijvertjes (Gyrinidae).
Het geslacht is voor het eerst wetenschappelijk beschreven in 1906 door Anton Handlirsch.

## Soorten
Het geslacht omvat de volgende soort:
- Gyrinulopsis nanus Handlirsch, 1906